# Poppy Liu
Poppy Liu, född 12 januari 1991 i Xi'an, Shaanxi, är en amerikansk-kinesisk skådespelare.
Liu har bland annat medverkat i TV-serierna The Afterparty, Hacks och Dead Ringers.

## Filmografi i urval
- 2021–2022 – Hacks (TV-serie)
- 2022 – The Afterparty (TV-serie)
- 2023 – Dead Ringers (TV-serie)
- 2024 – Space Cadet
- 2024 – No Good Deed (TV-serie)
- 2025 – Hundmannen